# 岡林光浩
岡林 光浩(おかばやし みつひろ、1955年5月28日 -)とは、船橋競馬場所属の元調教師である。日本大学第一高等学校卒業。2000・2010年代の南関東公営競馬を代表する調教師のひとりで、帝王賞をはじめ多くのビッグタイトルを制覇しており、中央競馬の重賞優勝も果たした。千葉県調教師会会長もつとめた。父・喜和も元調教師。

## 来歴
初出走は1988年7月14日船橋競馬第9競走（ミロク、2着）、初勝利は同年10月2日川崎競馬第2競走（コナウインズ）。
2007年11月12日船橋競馬第2競走で、地方競馬通算500勝を達成した。
2008年2月27日付で関東地区公営競馬協議会により認定厩舎（外厩）を認定された。場所はミッドウェイファームで馬房数は3。
NARグランプリ2011最優秀賞金収得調教師賞受賞。
2017年6月23日船橋競馬第2競走をドンビーで制し、地方競馬通算1000勝を達成した。
2025年3月31日をもって調教師を引退した。地方競馬通算8118戦1284勝（重賞30勝）。中央競馬へも積極的に参戦し、通算77戦4勝（内訳＝重賞1、特別1、平場2）の成績を残した。

## 主な管理馬
勝ち鞍は、岡林厩舎所属時のもの
- マキバスナイパー（帝王賞、グランドチャンピオン2000、彩の国浦和記念、日本テレビ盃ほか）
- ヒミツヘイキ（ユニコーンステークス、報知グランプリカップ、平和賞）
- サンキューウィン（羽田盃、クラウンカップ）
- アローセプテンバー（マイルグランプリ）
- プリマビスティー（東京2歳優駿牝馬）
- ブラウンシャトレー（マイルグランプリ、金盃、東京シティ盃）
- メイプルエイト（金盃）
- ライジングウェーブ（大井記念）
- トミケンウイナー（ブルーバードカップ、ジュニアグランプリ（盛岡））
- トミケンマイルズ（サンタアニタトロフィー、京成盃グランドマイラーズ）
- グッドストーン（平和賞）
- キンノライチョウ（平和賞）
- パフィオペディラム（TCKディスタフ連覇）
- ブラウンコマンダー（クラウンカップ）
- ジルグリッター（戸塚記念）
- シングンオペラ（JRA移籍後アルゼンチン共和国杯3着。シングンマイケル父）
- サロルン（楠賞）
- ダンシングプリンス（JRA移籍後カペラステークス、リヤドダートスプリント、北海道スプリントカップ、JBCスプリント）
- ヒラボクラターシュ